# タイ結束機
タイ結束機（タイけっそくき）とは、プラスチックタイ（一般的にはPVC、最近は針金芯なしの生分解プラスチックも市販されている）をポリ袋（PP、OPP、PE他）の開口部分にねじりながら自動的に結束する機械。タイの材質がおもにPVCのためビニタイ結束機と呼ばれる場合もある。

## 概要
おもに高級菓子などに使用される結束袋に使用される。単にタイを袋開口部に結束するタイプを巾着タイ結束と呼び、袋上部を扇状に折りながらタイを袋開口部に結束するタイプを扇折りタイ結束と呼ぶ。
| サブスタブ | この項目は、まだ閲覧者の調べものの参照としては役立たない、書きかけの項目です。この項目を加筆・訂正などしてくださる協力者を求めています。このテンプレートは分野別のサブスタブテンプレートやスタブテンプレート（Wikipedia:分野別のスタブテンプレート参照）に変更することが望まれています。 |